# ベロオーゼロ公
ベロオーゼロ公（ロシア語表記：Князь белозерский）は、分領制時代のルーシの国家の一つベロオーゼロ公国の公（クニャージ）であり、公国の主権者またはそれに準ずる地位にあった者。同公国は現在のヴォログダ州ベロゼルスクを中心に形成されていた。

## 歴代君主
1. 1238年-1278年 グレプ・ヴァシリコヴィチ(ru)…グレプの死後、1302年まで公国はロストフ公ドミートリー・ボリソヴィチの支配下にあった
2. 1278年-1293年 ミハイル・グレボヴィチ
3. 1293年-1314年 フョードル・ミハイロヴィチ
4. 1314年-1339年 ロマン・ミハイロヴィチ…1328年から1338年まで、モスクワ公家のウラジーミル大公イヴァン1世が公国の徴税権を掌握
5. 1339年-1380年 フョードル・ロマノヴィチ…クリコヴォの戦いで戦死
6. 1380年以後　　ユーリー・ヴァシリエヴィチ …ロマンの孫
7. 1389年-1432年 アンドレイ・ドミトリエヴィチ…1389年、ドミートリー・ドンスコイによりモスクワ大公国の分領とされ、その息子アンドレイに相続された
8. 1432年-1486年 ミハイル・アンドレエヴィチ…イヴァン3世に公国を遺贈